# Burg Steyerberg
Die Burg Steyerberg ist der Burgstall einer mittelalterlichen Burganlage auf dem Knappsberg bei Steyerberg in Niedersachsen. Die 1259 erstmals urkundlich erwähnte Burg wurde 1519 während der Hildesheimer Stiftsfehde zerstört.

## Lage und Geschichte
Die Burg entstand als Höhenburg auf dem Südhang des Knappsberges, einem steil abfallenden Vorsprung der Heisterberge. Unterhalb der Erhebung fließt im Westen die Große Aue.
Die Burg ist von den Hoyaer Grafen zum Schutz ihres Territoriums gegen die Mindener Bischöfe errichtet worden. Gerichtet war sie vor allem gegen die Burg Neuhaus bei Liebenau. Sie lag auf dem Besitz der Mindener Bischöfe, was zu Grenzstreitigkeiten mit den Grafen von Hoya führte. Um 1285 wurde die Burg deshalb vom Mindener Bischof zerstört. 1293 setzte sich Graf Gerhard von Hoya erneut in den Besitz der zerstörten Burg und begann mit dem Wiederaufbau. In prompter Reaktion verbündete sich der Bischof von Minden mit dem Herzog von Braunschweig-Lüneburg und eroberte zusammen mit diesem die Burg Steyerberg. Bischof von Minden Gottfried von Waldeck  verpfändete am 21./22. Juni 1305 für 600 Mark Bremer Silbers die Burg Steyerberg und Pfaninhaber wurden die Ritter Johannes von Lübbecke (Ministeriale) und Rabode Schele. 1315 wurde sie vom Mindener Bischof allerdings an die Grafen von Hoya verpfändet. Infolge finanzieller Schwierigkeiten verpfändeten sie die Burg 1416 an andere Adelige weiter.
Im 14. oder 15. Jahrhundert scheint die Burg auf das Gelände des späteren Amtshofes auf einer Insel in der Aue verlegt worden zu sein. Die überlieferte Zerstörung der Burg während der Hildesheimer Stiftsfehde dürfte sich auf diese Anlage bezogen haben. Das Schicksal der Burg auf dem Knappsberg ist nicht bekannt, Baureste finden sich nicht mehr vor Ort.
Aus den Steinen der Burg erbauten die Grafen von Hoya 1550 den Amtshof in Steyerberg. Dort hatte von 1549 bis 1766 eine Linie der Adelsfamilie Münchhausen als Drosten ihren Sitz. 1573 verstarb hier der bekannte Feldobrist Hilmar von Münchhausen. Später wurden seine Söhne mit Steyerberg belehnt, darunter Statius von Münchhausen.
Laut Merians Topographia Germaniae sei die Burg Steyerberg von den Grafen zu Hallermund oder vom Mindener Bischof Ludolpho im Jahr 1304 erbaut worden. Die Burg habe zunächst auf dem Steyerberg als dem nächstgelegenen Berg gestanden und sei durch die Grafen von Hoya später in die Niederung verlegt worden.

## Beschreibung
Die Burg Steyerberg besaß den Charakter einer Motte. Eindeutig von Menschenhand angelegte Befestigungsanlagen sind heute nicht mehr sichtbar. Schutz boten aber auch natürliche Erosionsrinnen. 

## Sage

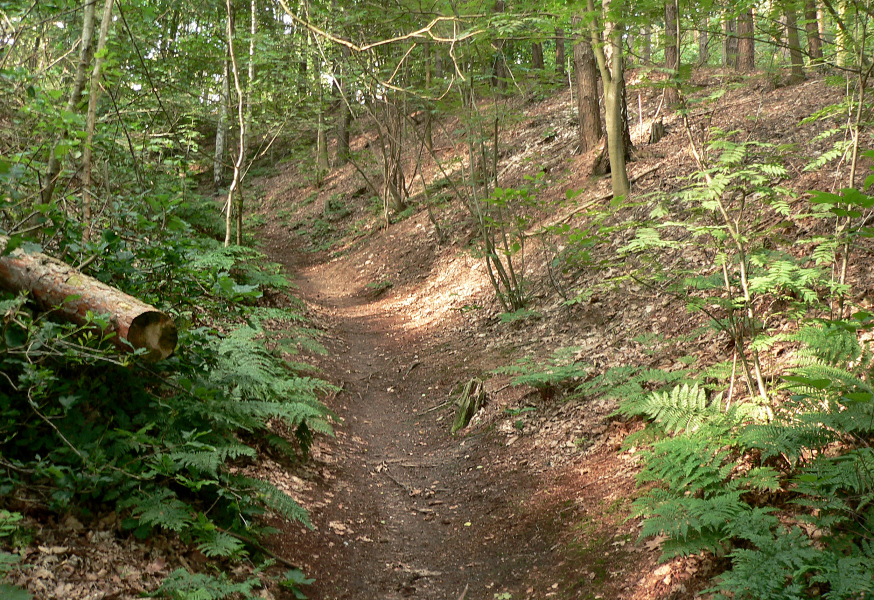
Hexentreppe auf dem Knappsberg

Zur Burg hinauf führt eine schmale Schlucht mit Trittstufen, die Hexentreppe genannt wird, und zu der es eine örtliche Sage gibt. Demzufolge fanden sich Hexen zur Walpurgisnacht (wie auf dem Blocksberg im Harz) auch auf dem Knappsberg ein. Um nicht auf dem Wege dorthin entdeckt zu werden, schlichen die Hexen vom Tal der Aue über die schmale Schlucht die Hexentreppe hinauf zur Bergkuppe, wo sie ein verborgenes Feuer entzündeten. Dort erzählten sie sich mit Kreischen und Jauchzen ihre Untaten, wovon man in Steyerberg manchmal ein eigenartiges Johlen gehört haben will.